# Waterloo & Robinson

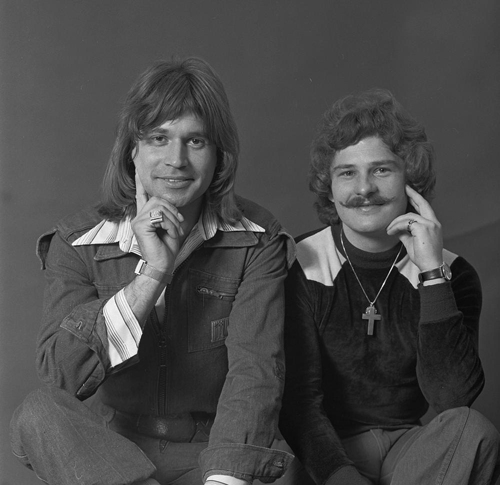
Waterloo & Robinson

Waterloo & Robinson é uma banda austríaca composta por Johann Kreuzmayr ("Waterloo") e Josef Krassnitzer ("Robinson"). A origem dos nomes é desconhecida, mas pode-se relacionar com "Waterloo", a canção vencedora do Festival Eurovisão da Canção 1974.
O duo é conhecido por ter representado a Áustria no Festival Eurovisão da Canção 1976 com a canção "My Little World", alcançando o 5º lugar com 80 pontos. Esta canção foi a primeira que a Áustria enviou uma canção inteiramente em Inglês.
Recentemente, o duo tentou voltar a representar a Áustria no Festival Eurovisão da Canção 2004, perdendo contra a boyband Tie Break., onde causaram polémica por protestarem contra a música vencedora por ser mais longa do que os 3 minutos legais (a versão do CD é entre 3:09 e 3:11). O protesto não foi confirmado, e Tie Break representaram a Áustria.

## Discografia
- 1974 – Sing my song
- 1975 - Please love me
- 1975 - Unsere Lieder
- 1976 - Songs
- 1976 - Clap your hands

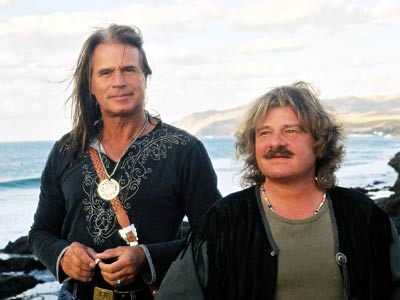
Waterloo & Robinson, 2003.

- 1976 - The best of Waterloo & Robinson 1971 - 1976 (Doppelalbum)
- 1977 - Hollywood - The best of Waterloo & Robinson (nur in Deutschland)
- 1977 - Successen (nur in Niederlande)
- 1977 - Beautiful time
- 1977 - The Original
- 1977 - Weihnachten mit Waterloo & Robinson (Maxisingle)
- 1978 - Wild, wild land
- 1980 - Brand new start
- 1980 - Ich denke oft an...
- 1981 - Spiegelbilder
- 1982 - Unsere schönsten Lieder
- 1982 - Ihre 16 größten Erfolge
- 1988 - Poptakes
- 1992 - Weihnachten mit Waterloo & Robinson
- 1994 - Powertime
- 1995 - Private Collection
- 1998 – Master Series
- 1999 - Hollywood 2000
- 2002 - Marianne

### Singles
- 1971 - Du kannst sehen
- 1972 - Sag´ woher wehst du Wind
- 1972 - Lili´s Haus
- 1973 - Mamy & Dad
- 1973 - Sailor
- 1973 - Waterloo & Robinson Song
- 1974 - Baby Blue
- 1974 - Hollywood
- 1974 - Das war Hollywood von gestern
- 1974 - Midnight movie (nur in Großbritannien)
- 1975 - Old times again
- 1975 - Straßen der Nacht
- 1975 - Walk away
- 1975 - Geh zu ihr
- 1976 - My little world
- 1976 - Meine kleine Welt
- 1976 - Danke schön!
- 1976 - Sunday 16
- 1976 - My, my, my
- 1976 - Du bist frei
- 1977 - Hide away
- 1977 - Stille Nacht
- 1977 - Cadillac Cafe
- 1978 - Unser kleines Team
- 1978 - Im Garten Eden
- 1978 - Himmel, Donner, Arm und Zwirn
- 1978 - Chocolata
- 1978 - Bye, bye, bye little butterfly
- 1979 - Do you remember Marianne
- 1979 - Ich denk´ noch oft an Marianne
- 1979 - Sally, they´re selling the army
- 1980 - Du, die verkaufen die Army
- 1980 - Eleonora
- 1981 - Frühstück in Berlin
- 1992 - Barcelona
- 1996 - Crema
- 1997 - Write on
- 1998 - Willkommen Österreich
- 2000 - 2gether we r strong (Waterloo & Robinson feat. Panah)
- 2000 - In der schönen Weihnachtszeit (Waterloo & Robinson & Kindergarten Walding)
- 2002 - Na Naa.Nanana Live is life
- 2003 - Marilyn
- 2004 - You can change the world